# لج شمالی
لج شمالی (به عربی: اللج الشمالی) یک روستا در سوریه است که در ناحیه محمبل واقع شده‌است. لج شمالی ۱٬۶۲۵ نفر جمعیت دارد.